# Луганська соборна мечеть
Луганська соборна мечеть — мечеть у місті Луганськ, щобула відкрита 30 травня 2010 року. Будівництво почалося в 2007 році. Спонсором будівництва мечеті був Кувейт. Подальше будівництво і його завершення взяла на себе місцева мусульманська громада.

## Опис
Мечеть збудована по проекту однієї з діючих в Криму і являє собою триповерхову споруду загальною площею 550 м² при довжині 18 м, ширині 10 м і висотою поверху 3 м.
Висота мінарету становить 25 метрів. На першому поверсі розташовані: спортзал та кухня. На другому поверсі — бібліотека, медресе, офіс, санвузол. Третій поверх розділений на 2 частини: нижня частина призначена для колективної молитви чоловіків, верхня — для жінок. 
Одночасно в мечеті можуть перебувати понад 500 осіб.
При мечеті функціонує «Жіночий клуб», безкоштовний центр вивчення арабської мови та мусульманської культури, в яких займаються діти, дорослі, а також студенти закладів вищої освіти Луганська.

## Історія
Будівництво мечеті в Луганську почалося в 2007 році в районі вулиці Павловської – прямо на пустирі біля яру. Офіційно відкрилася мечеть у червні 2010 року.